# Токарево (Новоалтайск)
Токарево — упразднённый посёлок в подчинении городского округа Новоалтайск Алтайского края России. В 2003 году включен в состав города Новоалтайска и исключен из учётных данных.

## География
Расположен в северо-восточной части города Новоалтайска, на правом берегу реки Малой Черемшанки.

## История
По данным на 1928 год село Токарево состояло из 188 хозяйств. В административном отношении являлось центром Токаревского сельсовета Белоярского района Барнаульского округа Сибирского края.

## Население
| 1859 | 1911 | 1926 | 2002 |
| ---- | ---- | ---- | ---- |
| 176  | ↗763 | ↗909 | ↘438 |